# Кьоґен

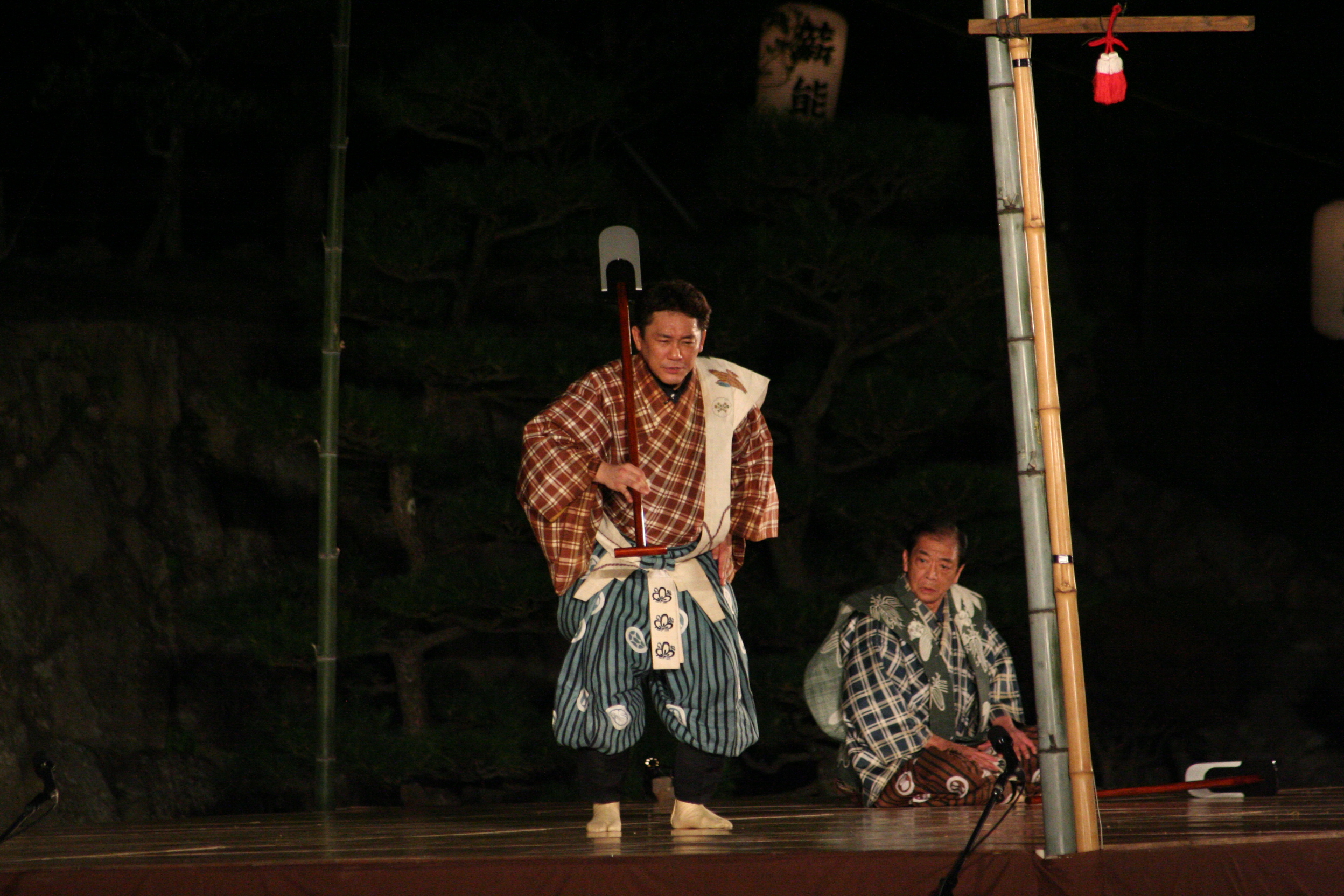
Фрагмент п'єси кьоген

Кьоген (яп. 狂言) — вид традиційного театру Японії. Його комічні вистави ставляться як інтермедія між драматичними сценами у виставах театру Но.

## Історія
Кьоген, як і інші театри Японії, вийшов з народних забав: в період Хейан (794—1185 роки) був популярний народний фарс з елементами акробатики та клоунади — саругаку — «мавпячі вистави» або «мавпяча музика». Бродячі актори розважали публіку різними виставами: жонглюванням, пересуванням на ходулях і фокусами. Пізніше почали розігрувати і сюжетні фарсові сценки, імпровізуючи і супроводжуючи дію короткими монологами чи діалогами. Уявлення саругаку користувалися успіхом, і служителі святилищ і монастирів, щоб залучити паству, почали запрошувати акторів виступати при храмах під час громадських і релігійних свят. Осіле життя при храмах дозволила акторам удосконалювати свою майстерність, і незабаром актори саругаку виступали не тільки перед простим людом, а й перед пристойною, вишуканою публікою. В період Муроматі (1336—1573 роки) саругаку з'єднався з денгаку — різноманітними видами розважальних вистав, від танців до шпагоковтання, що вийшли з магічних обрядів і сільських пісень. Злиття двох цих жанрів породило театр Ногаку (загальна назва для театрів Но та Кьоген), що поділив виставу на дві частини — високого і низького стилю. За словами німецького японознавця Юргена Берндта, хоча жанри Кьоген і Но тісно взаємопов'язані, «жоден актор Кьоген не зміг би грати в п'єсі Но»

## Характеристика
В даний час існує близько двохсот п'єс кьоген, кожна з яких спрямована на те, щоб розсмішити глядача, при цьому зброєю кьоген є не отруйний сарказм або зла насмішка, а наївність і дурість персонажа, його життєвість. Герої п'єс найрізноманітніші: господар і слуга, хитрий продавець, сварлива дружина, ледачий монах — в загальному, звичайні люди. Зустрічаються в п'єсах і тварини, демони або боги. В іншому, жоден персонаж, навіть якби він був брехуном або злодієм, не є абсолютним лиходієм.
Кьоген є, мабуть, найзрозумілішим для європейця театром Японії — деякі п'єси можна зрозуміти навіть без знання мови, філософії та історії. Наприклад, давній фарс «Прив'язаний до палиці»: Господар, боячись, що слуги вип'ють саке в його відсутність, одному зв'язує руки за спиною, а другому до плечей прив'язує палицю. Але хитрі слуги, після недовгих мук, примудряються напоїти один одного. Або п'єса «Троє калік», де Господар заради доброї справи вирішує найняти на службу калік. Правда, замість справжніх калік до нього приходять троє пройдисвітів, прикинувшись сліпим, кульгавим і німим, які за відсутності Господаря замість того, щоб вартувати добро, залазять в льох, напиваються, танцюють і співають.
Незмінним правилом театру Кьоген, так само як і інших японських театрів, є родинність. Тобто виступати на сцені може тільки представник акторської династії (нині існує всього дві школи Кьогену — рід Окура і рід Ідзумі), причому чоловічої статі, хоча жінкам не заборонено виходити на сцену, але це трапляється рідко. Іноді дівчатка виконують нескладні дитячі ролі, наприклад мавпочки, але таке буває у випадках, коли в родині акторів немає синів або вони ще занадто малі для гри в театрі. Цікаво, що з ролі мавпочки починається шлях актора Кьоген — цю роль грають в 3-4 роки, найскладніша — роль лисиці, вважається, що по-справжньому добре її можна зіграти, тільки повністю опанувавши мистецтво Кьоген.
Як і в театрі Но, актори театру Кьоген використовують маски, але вони не так важливі, як у Но, і є скоріше винятком, ніж правилом. Головні виразні засоби актора Кьоген — рухи і пози, а також голос, адже актор не просто видає репліки свого героя, він ще і зображує різні звуки, наприклад, звук пилки або каменю, що летить. При цьому ні пилки, ні каменя на сцені просто немає, як немає декорацій і реквізиту, ні дрібного, ні великого — актор повинен своєю грою показати глядачеві, що щось є, а глядач, в свою чергу, повинен в це повірити. Відсутність будь-яких декорацій і предметів дозволяє глядачеві включити свою уяву, і саме тоді починається справжня вистава — нічого не вийде, якщо глядач не повірить.

### Елементи
На відміну від історичних персонажів п'єс театру Но, персонажі Кьогена — прості городяни або селяни, не пов'язані з великими подіями. Зазвичай на початку п'єси персонаж представляється глядачам: він повідомляє про себе основні відомості, називає час і місце дії. Актори, які виконують п'єсу Кьоген, підрозділяються на кілька груп: сіте (або омо) — головний актор, адо — другорядний актор, коад — третьорядний актор, цуре — четвертий і томо — п'ятий.
У Кьогені існує три основних типи костюмів: костюм пана, костюм слуги і жіночий костюм, що за формою представляють собою японський одяг кінця XVI — початку XVII століття.